# 耶律巢哥
耶律巢哥（?—?），辽国政治人物。辽道宗时南府宰相，契丹人。
大康八年（1082年）六月丙辰，西夏国遣使来朝贡辽国。六月丁巳，辽道宗任命耶律颇德为北院枢密使，耶律巢哥为南府宰相，刘筠为南院枢密使，萧挞不也兼知北院枢密使事，王绩为汉人行宫都部署，萧酬斡为国舅详稳。